# Anker Landberg
Niels Anker Landberg, född 1 september 1916 i Præstö, Danmark, död 1973, var en dansk konstnär.
Anker Landberg var son till målarmästaren Ejnar Landberg och Hedvig Hansen och från 1943 gift med Grace Djörup. Landberg studerade vid Det Kongelige Danske Kunstakademi i Köpenhamn 1933-1936 samt under en studieresa till Italien 1935. Han var verksam i Skalhamn, 1954-1955 där han studerade och målade av den svenska västkustnaturen. Separat ställde han ut sin svenska produktion på Gamla rådhuset i Lysekil 1955. 
Hans konst består av landskapsmålningar, fiskarstugor och stenhuggarmotiv i olja eller akvarell.    